# Thésauque
Die Thésauque ist ein kleiner Fluss in Frankreich, der im Département Haute-Garonne in der Region Okzitanien verläuft. Sie entspringt im westlichen Gemeindegebiet von Caignac, entwässert generell Richtung Nordnordwest, wird bei Nailloux zum Lac de la Thésauque aufgestaut und mündet nach rund 17 Kilometern an der Gemeindegrenze von Montesquieu-Lauragais und Villenouvelle als linker Nebenfluss in den Hers-Mort. In ihrem Unterlauf quert die Thésauque den Canal du Midi und die Autobahnen A66 und A61. Bei den Bauarbeiten wurde in diesem Bereich ihr Verlauf künstlich verändert.

## Orte am Fluss
(Reihenfolge in Fließrichtung)
- Monestrol
- Montgeard
- Nailloux
- En Ferrand d’en bas, Gemeinde Gardouch
- Vieillevigne
- Montesquieu-Lauragais
- En Fendres, Gemeinde Montesquieu-Lauragais

## Sehenswürdigkeiten
- Kanalbrücke von Négra aus dem 17. Jahrhundert, mit welcher der Canal du Midi die Thésauque überquert[4]